# Internationaux de Strasbourg 2012
L'Internationaux de Strasbourg 2012 è stato un torneo femminile di tennis giocato sulla terra rossa. È stata la 26ª edizione del torneo che fa parte della categoria International nell'ambito del WTA Tour 2012. Si è giocato a Strasburgo in Francia dal 19 al 26 maggio 2012.

## Partecipanti

### Teste di serie
| Giocatrice              | Nazionalità   | Ranking* | Testa di serie |
| ----------------------- | ------------- | -------- | -------------- |
| Sabine Lisicki          | Germania      | 13       | 1              |
| Francesca Schiavone     | Italia        | 14       | 2              |
| Marija Kirilenko        | Russia        | 16       | 3              |
| Anabel Medina Garrigues | Spagna        | 31       | 4              |
| Mona Barthel            | Germania      | 32       | 5              |
| Marina Eraković         | Nuova Zelanda | 40       | 6              |
| Klára Zakopalová        | Rep. Ceca     | 42       | 7              |
| Tamira Paszek           | Austria       | 52       | 8              |
| Aleksandra Wozniak      | Canada        | 53       | 9              |

- Ranking al 14 maggio 2012.

### Altre partecipanti
Giocatrici che hanno ricevuto una Wild card:
- Alizé Cornet
- Sabine Lisicki
- Virginie Razzano

Giocatrici passate dalle qualificazioni:

- Lauren Davis
- Mirjana Lučić
- Aleksandra Panova
- Anastasija Sevastova
- María José Martínez Sánchez (lucky loser)
- Mandy Minella (lucky loser)

## Campionesse

### Singolare
Francesca Schiavone ha battuto in finale  Alizé Cornet con il punteggio di 6–4, 6–4.
- È il quinto titolo in carriera per Schiavone, il primo nel 2012.

### Doppio
Ol'ga Govorcova /  Klaudia Jans-Ignacik hanno battuto in finale  Natalie Grandin /  Vladimíra Uhlířová con il punteggio di 7–6(4), 6–3, [3–10].